# Mallotus plicatus
Mallotus plicatus är en törelväxtart som först beskrevs av Johannes Müller Argoviensis, och fick sitt nu gällande namn av Airy Shaw. Mallotus plicatus ingår i släktet Mallotus och familjen törelväxter. Inga underarter finns listade i Catalogue of Life.